# کپور
کَپور، کپور اروپایی یا کارپ (به انگلیسی: Carp) نام یک گونه از تیره کپورماهیان است که در بخش‌ها و مناطق گسترده‌ای از اروپا و آسیا پراکندگی دارد. این گونه در انواع و اقسام منابع آب شیرین شامل رودها، دریاچه‌ها، سدها، آبگیرها و تالاب‌ها یافت می‌شود. جمعیت‌های وحشی این ماهی در حال کاهش بوده و در معرض خطر هستند اما در بسیاری از مناطق، تکثیر مصنوعی این ماهی در حجم بالا انجام می‌گیرد و در برخی مناطق دنیا نیز به‌طور غیرطبیعی وارد زیستگاه‌هایی جدید شده و تبدیل به گونه ای مهاجم گردیده و باعث آسیب رسیدن به گونه‌های بومی در آن مناطق شده است. کپور را می‌توان از نظر گستردگی کشورهای پرورش دهنده بزرگتری گونه ماهی آب شیرین درنظر گرفت.

## مشخصات
کپور معمولی در حوضه‌های دریای سیاه، دریاچه آرال، دریای خزر، بسیاری از رودهای اروپا و آسیا و حوضه‌های آبریز ایران پراکنش دارد. حداکثر طول در این ماهی ۱۲۰ و به‌طور معمول ۴۰ تا ۸۰ سانتی‌متر است. در نمونه‌های پرورشی سرعت رشد ماهی حدود دو برابر نمونهٔ وحشی است. وزن این ماهی به‌طور معمول بین ۲ تا ۱۴ کیلوگرم می‌باشد اما می‌تواند تا بیش از ۴۰ کیلوگرم نیز رشد کند. سنگین‌ترین نمونهٔ ثبت شده با وزنی معادل ۴۵/۵ کیلوگرم در سال ۲۰۱۳ در فرانسه صید شده است. همچنین پیرترین کپور ثبت شده معادل ۳۸ سال بوده است.
سر ماهی، بزرگ و در باله پشتی ۳ تا ۴ خار سخت و ۱۵(۱۶) تا ۲۱(۲۲) شعاع نرم و شاخه شاخه وجود دارد. در باله مخرجی نیز ۳ خار سخت و ۵ یا ۶ شعاع نرم شاخه شاخه دیده می‌شود. این ماهی دارای ۲ جفت سبیلک، و دندان‌های حلقی با فرمول ۳٫۱٫۱–۱٫۱٫۳ یا ۳٫۲٫۱–۱٫۲٫۳ می‌باشد. کپور معمولی فلس‌هایی درشت و باله پشتی ممتدی دارد. تعداد فلس‌های خط جانبی در این ماهی ۳۲–۳۰ عدد می‌باشد.

## تغذیه
این ماهی همه چیز خوار بوده و از گیاهان، موجودات ریز بستر آب، کرم‌ها، سخت‌پوستان، نوزاد حشرات، لاشه حیوانات، تخم ماهیان و حتی نوزادان خود را مصرف می‌کنند.

## زیستگاه

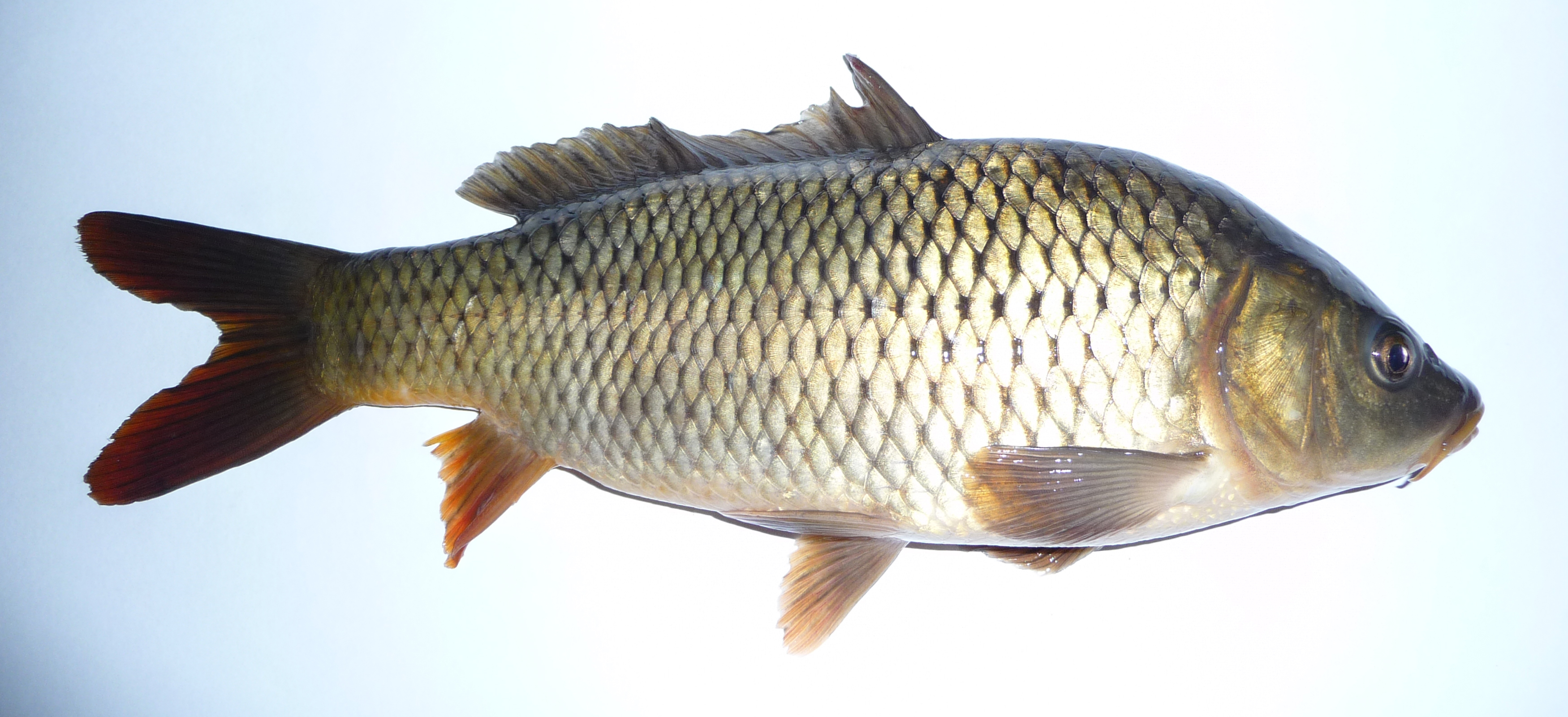
کارپ با نام علمی:Cyprinus carpio

با وجود این که کپورها تحمل و سازگاری بالایی در اکثر آب‌ها دارند اما آب‌های گرم، آرام و پوشیده از گیاه را با بستری نرم ترجیح می‌دهند. این ماهی در آب‌هایی بین ۳ تا ۳۵ درجه سانتی گراد توانایی زیست داشته و دمای بهینه برای آن‌ها بین ۲۳ تا ۳۰ درجهٔ سانتی گراد می‌باشد و تخمگذاری آن‌ها در دمای ۱۷ یا ۱۸ درجه آغاز می‌شود. کپورها آب‌های با اکسیژن بسیار پایین و یخ زدن سطح آب در زمستان را نیز به راحتی تحمل می‌کنند.

## تکثیر

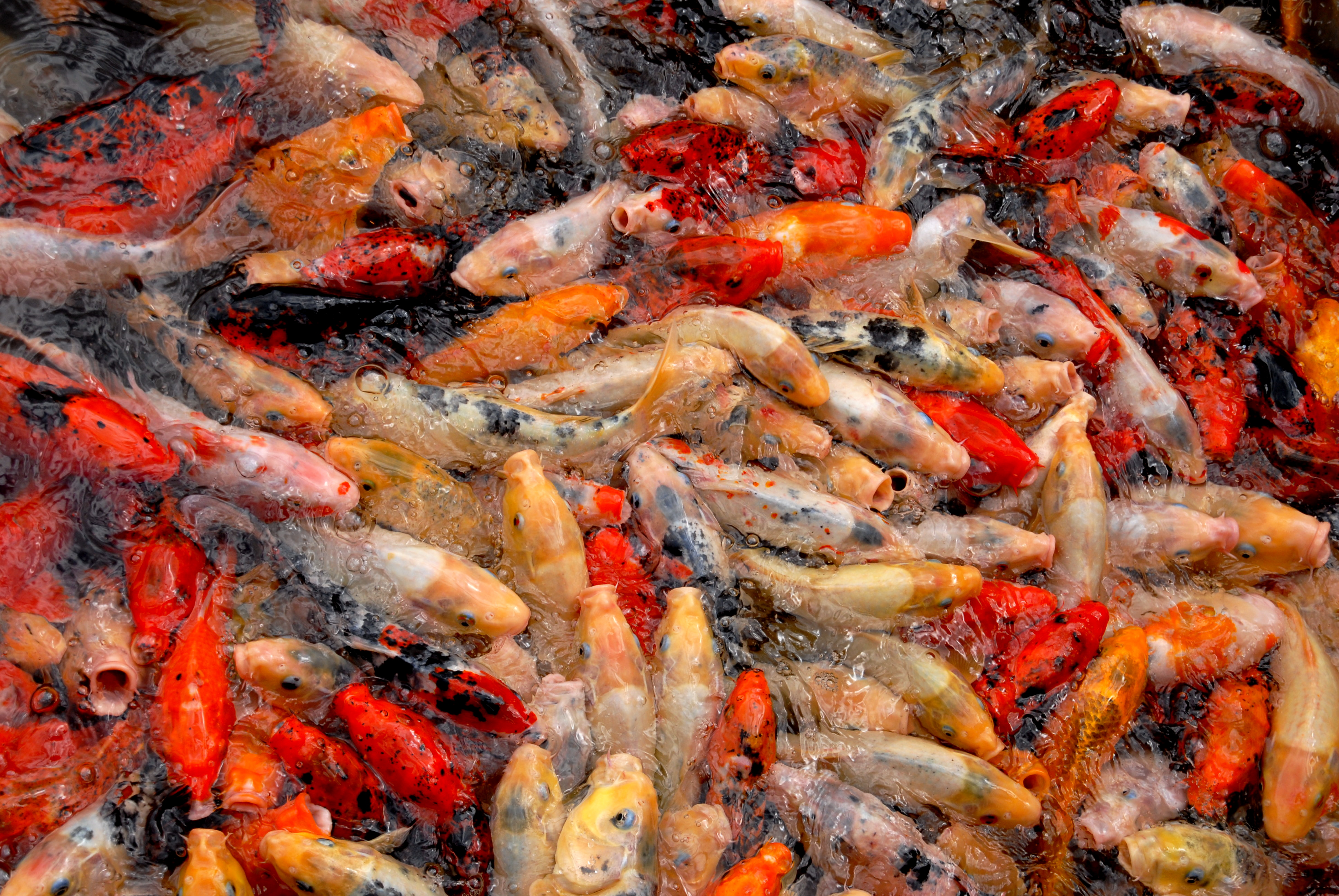
کپور گلگون

کپور معمولی یک ماهی تخم‌گذار است و یک کپور ماده به‌طور معمول در هر مرتبه ۳۰۰٬۰۰۰ تخم را در آب رها می‌کند. تکثیر معمولاً در بهار و با افزایش دمای آب و بارندگی صورت می‌گیرد و این ماهی می‌تواند در هر فصل تولیدمثلی چند بار تخمگذاری کند. در مزارع پرورش این ماهی‌ها برای افزایش تخمگذاری و تکثیر بیشتر، از مواد محرک تخمگذاری مانند هورمون‌های گونادوتروپین استفاده می‌گردد. بنابراین یک ماهی در یک فصل میلیون‌ها تخم تولید و در آب رها می‌کند اما درصد بسیار کمی از تخم‌ها تبدیل به نوزاد می‌شوند. بسیاری از تخم‌ها با اسپرم ماهی نر ترکیب نشده و بسیاری از آن‌ها نیز تحت تأثیر عواملی چون قارچ‌ها و باکتری‌ها و انگل‌ها آلوده شده و از بین می‌روند. برخی دیگر از تخم‌ها و همچنین نوزادان توسط ماهی‌ها و سایر جانوران خورده می‌شوند.

## پرورش و تولید

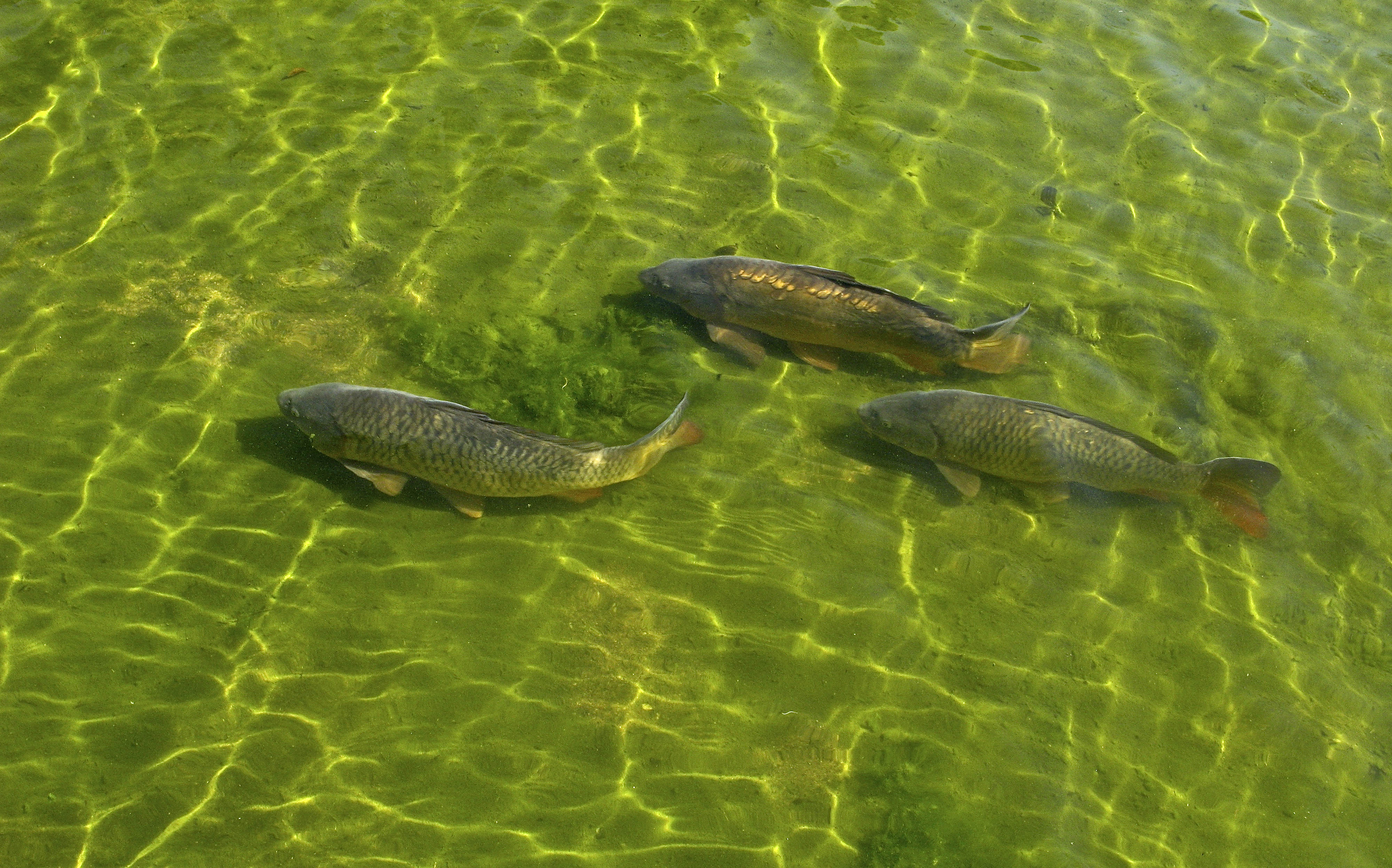

در سال ۲۰۱۵ تا ۲۰۱۶ مقدار تولید ماهی کپور معمولی در جهان ۴/۶۷ میلیون تن گزارش شده است که معادل ۷/۴درصد از کل ماهی تولیدی در این بازه در تمام دنیا است و کپور معمولی پس از کپور نقره‌ای و آمور در رتبهٔ سوم میزان تولید بین تمامی گونه‌های ماهیان پرورشی است. چین یکی از بزرگ‌ترین تولیدکنندگان این ماهی است و سالانه حدود سه میلیون تن از این ماهی را تولید می‌کند. از تخم این ماهی نیز به عنوان خاویار استفاده می‌شود.
گسترش تولید این ماهی و توان تطبیق بالای آن با انواع شرایط باعث ورود این ماهی به بسیاری از زیستگاه‌های غیرطبیعی و تبدیل شدن به یک گونهٔ مهاجم در بسیاری از نقاط دنیا شده است. در حال حاضر ۵۹ کشور دنیا با این مشکل روبرو هستند و توانایی تکثیری بالای این ماهی باعث آسیب به گونه‌های بومی و حساس شده است. این ماهی در برخی مناطق با خوردن ریشهٔ گیاهان آبزی و استفاده از سایر منابع غذایی باعث آسیب به سایر آبزیان و برخی پرندگان به عنوان مثال اردک‌ها و مشخصا گونهٔ اردک بوم‌پشت شده است.